# 兴宁南站
兴宁南站是龙龙高速铁路的一座中间站，位于中华人民共和国广东省梅州市兴宁市，规模为2台5线，站房建筑面积为9999.58平方米。本站于2024年9月14日随龙龙高速铁路梅龙段的开通而启用。